# Кизимова, Светлана Павловна
Светлана Павловна Кизимова (1934, Бежица Брянской области) — советский и российский краевед. Специализируется по истории Брянщины. Собрала материалы и фотодокументы, посвященные певице А. Д. Вяльцевой. Автор книг «По следам святых обителей», «Бежица», «Твои дочери, Брянщина», «Вечно живое искусство народных умельцев», «Чайка русской эстрады», «Несравненная Анастасия Вяльцева» и др. Автор 13 книг и свыше сотен статей в местной периодике, в центральных российских журналах («Советские архивы», «Народное просвещение», «Советская педагогика»). Заслуженный работник культуры Брянской области (2020).

## Биография
Родилась в 1934 г. в г. Бежица Брянской области (ныне Бежицком районе г. Брянска) в семье кадрового офицера. Училась в брянской школе (ныне гимназия № 2 Брянска). В 1956 г. окончила Московский историко-архивный институт.
Краеведением занимается с 1958 года; в феврале 1963-го вышла в печати первая статья («Как праздновали Первый Май на Брянщине до революции» в газете «Брянский рабочий»).
В 1964 г. издательством «Брянский рабочий» были опубликованы первые книги Кизимовой С. П. «Мглин» и «Брянщина индустриальная».

## Сочинения
- Кизимова, С. П. Бежица: ист.-экон. очерк / С. П. Кизимова. — Брянск , 1996. — 338 с.
- Кизимова, С. П. Вечно живое искусство народных умельцев: (Из истории старин. ремесел и нар. промыслов Брян. края) / С. П. Кизимова. — Белые Берега , 2006. — 299 с.
- Кизимова, С. П. Граф Василий Перовский: [историко-биографический очерк] / С. П. Кизимова. — Брянск , 2008. — 285 с.
- Кизимова, С. П. Несравненная Анастасия Вяльцева / С. П. Кизимова. — Брянск. — Кн.1, 1999. — 220 с.
- Кизимова, С. П. Под чарующей лаской твоею… / С. П. Кизимова. — Брянск. — Кн.2, 1999. — 153 с.
- Кизимова, С. П. По следам святых обителей: Из ист. монастырей и пустыней Брянского края / С. П. Кизимова, Е. М. Зубова. — Брянск, 1999. — 440 с.
- Административно-территориальное деление Брянского края за 1916—1970 годы : (историко-географический справочник) /С. П. Кизимова. — Т. 1-2. — Брянск : Приок. кн. изд-во. Брян. отд-ние, 1971—1972.
- Административно-территориальное деление Брянского края за 1916—1985 годы : историко-географический справочник / С. П. Кизимова. — 2-е изд., доп. — Т. 1-2. — Тула : Приок. кн. изд-во, 1989.
- Административно-территориальное деление Брянского края за 1916—2006 годы : (историко-географический справочник). — Изд. 3-е, перераб. и доп. — Т. 1-2. — Брянск : Ладомир, 2015.

## Награды
Постановлением Брянской областной Думы от 24 декабря 2020 года № 7-433 присвоено почетное звание «Заслуженный работник культуры Брянской области» за большой вклад в развитие, сохранение и популяризацию культуры Брянской области историку, краеведу, ветерану отрасли архивного дела.